# 阿尔科米河
阿尔科米河（法語：Arcomie，法語發音：[aʁkɔmi]）是法国康塔爾省与洛泽尔省的河流，是特呂耶爾河的左支流，长19.6千米，发源自莱蒙韦尔，于瓦勒达尔科米流入特呂耶爾河。